# Matheo Raab
Matheo Raab (Weilburg, 18 december 1998) is een Duits voetballer die als doelman speelt. Hij debuteerde in november 2020 namens 1. FC Kaiserslautern in de 3. Liga. Sinds juli 2025 staat hij onder contract bij 1. FC Union Berlin.

## Clubloopbaan

### Jeugd
Raab begon zijn voetbalopleiding bij SV Wolfhausen en vervolgde zijn jeugdcarrière bij Sportfreunde Eisbachtal. Op 16-jarige leeftijd debuteerde hij als B-junior in het eerste elftal, waarvoor hij twee wedstrijden speelde. Na zes jaar bij de club maakte hij de overstap naar Eintracht Trier.

### Eintracht Trier
In juni 2016 maakte Raab de overstap naar Eintracht Trier, waar hij een eenjarig contract tekende met een optie voor een extra seizoen. Tijdens de voorbereiding sloot hij aan bij de eerste selectie, maar wist geen vaste plek te veroveren. Hij kwam daardoor voornamelijk uit voor de onder-19. Na afloop van het seizoen vertrok hij naar 1. FC Kaiserslautern.

### 1. FC Kaiserslautern
Raab begon zijn loopbaan bij het tweede elftal van 1. FC Kaiserslautern. In het seizoen 2017/18 zat hij in de eerste wedstrijden op de bank achter Benjamin Reitz. Op 16 september 2017 maakte hij zijn debuut in de uitwedstrijd tegen SC 07 Idar-Oberstein. In oktober 2017 brak hij tijdens een wedstrijd tegen 1. FC Saarbrücken zijn scheenbeen, waardoor hij de rest van het seizoen uitgeschakeld was. Vanwege zijn blessure miste hij ook de voorbereiding op het seizoen 2018/19. Op 15 september 2018 keerde hij terug op de bank in de wedstrijd tegen Arminia Ludwigshafen. Zijn rentree volgde op 27 oktober in de thuiswedstrijd tegen TuS Mechtersheim. In maart 2019 liep hij opnieuw een scheenbeenblessure op tijdens een duel met Hassia Bingen, waardoor hij nogmaals zes wedstrijden miste.
Aan het begin van het seizoen 2019/20 was Raab derde doelman achter Lennart Grill en Avdo Spahic. Op 3 juni 2020 werd hij door trainer Boris Schommers voor het eerst bij de wedstrijdselectie van het eerste elftal gehaald, tijdens de thuiswedstrijd tegen TSV 1860 München. Hij bleef echter de hele wedstrijd op de bank. In juli 2020 tekende hij zijn eerste profcontract, met een looptijd tot 2022. Na het vertrek van Grill naar Bayer Leverkusen schoof Raab in de zomer van 2020 door naar de positie van tweede doelman.
Op 29 november 2020 debuteerde hij in het betaalde voetbal tijdens de uitwedstrijd in de 3. Liga tegen 1. FC Saarbrücken, toen hij in de 72e minuut inviel nadat Spahic met rood van het veld was gestuurd. Een week later volgde zijn basisdebuut in de thuiswedstrijd tegen MSV Duisburg, vanwege de schorsing van Spahic. Na diens terugkeer keerde Raab terug op de bank. 
In het seizoen 2021/22 werd hij door trainer Marco Antwerpen tot eerste doelman benoemd en speelde hij de openingswedstrijd tegen Eintracht Braunschweig. Hij hield zestien keer de nul en kreeg in 34 competitiewedstrijden slechts 27 doelpunten tegen. Kaiserslautern eindigde als derde in de 3. Liga en plaatste zich daarmee voor de promotieplay-offs tegen Dynamo Dresden. Na een 0–0 gelijkspel in de heenwedstrijd werd de return met 0–2 gewonnen, mede dankzij sterk keeperswerk van Raab.De club promoveerde naar de 2. Bundesliga, waarna Raab de overstap maakte naar Hamburger SV. 

### Hamburger SV
In de zomer van 2022 tekende Raab een contract tot medio 2026 bij Hamburger SV. Hij kwam transfervrij over van 1. FC Kaiserslautern. Tijdens de voorbereiding op het seizoen 2022/23 wist hij hoofdtrainer Tim Walter niet te overtuigen, waardoor hij als tweede doelman achter Daniel Heuer Fernandes begon. Op 8 oktober 2022 maakte hij zijn debuut in de met 1–1 gelijkgespeelde thuiswedstrijd tegen zijn oude club 1. FC Kaiserslautern, als vervanger van de zieke Heuer Fernandes. Het bleef zijn enige optreden dat seizoen.
In het seizoen 2023/24 behield Raab zijn rol als reservedoelman, maar kreeg speeltijd in de DFB-Pokal. In de eerste ronde werd na verlenging met 3–4 gewonnen van Rot-Weiss Essen. In de tweede ronde tegen Arminia Bielefeld (1–1 na verlenging) stopte hij de beslissende strafschop van Marius Wörl, waarmee hij een belangrijke rol speelde in de 4–5 overwinning. In de achtste finale tegen Hertha BSC (3–3 na verlenging) lukte het hem niet om een strafschop te keren, waarna HSV werd uitgeschakeld. In de competitie kreeg Raab op 9 februari 2024 tegen Hannover 96 de voorkeur boven Heuer Fernandes vanwege tegenvallende resultaten. De wedstrijd ging met 3–4 verloren, waarna Tim Walter werd ontslagen. Onder de nieuwe trainer Steffen Baumgart bleef Raab eerste doelman. HSV eindigde op de vierde plaats en miste daarmee opnieuw promotie naar de Bundesliga.
In aanloop naar het seizoen 2024/25 miste Raab vanwege een longontsteking het slot van de voorbereiding. Hierdoor koos Baumgart bij de start van de competitie voor Heuer Fernandes. Op 21 september keerde hij onverwacht terug in het doel nadat zijn concurrent zich tijdens de warming-up van de uitwedstrijd tegen 1. FC Kaiserslautern geblesseerd afmeldde. Hij speelde ook tegen SC Paderborn 07 en Fortuna Düsseldorf, maar werd daarna weer gepasseerd. Na het vertrek van Baumgart nam assistent-trainer Merlin Polzin de leiding over, wat niets veranderde aan Raabs status als tweede keeper. Op 11 december brak hij tijdens een training zijn hand. Pas in april 2025 keerde hij terug in de wedstrijdselectie tijdens de 31e speelronde tegen Karlsruher SC. Door blessureleed en zijn reserverol had hij slechts een bescheiden aandeel in het seizoen waarin HSV als tweede eindigde en na 2.555 dagen promoveerde naar de Bundesliga. Door het gebrek aan uitzicht op speeltijd koos hij ervoor HSV na het seizoen te verlaten en de overstap te maken naar 1. FC Union Berlin. 

### 1. FC Union Berlin
Raab vertrok in juli 2025 naar 1. FC Union Berlin voor een transfersom van €400.000, waar hij opnieuw ging samenwerken met trainer Steffen Baumgart.

## Clubstatistieken
| Seizoen                          | Club                             | Competitie                       | Competitie                                                                           | Competitie                                                                           | Competitie                                                                           | Beker                                                                                | Beker                                                                                | Beker                                                                                | Beker                                                                                | Internationaal                                                                       | Internationaal                                                                       | Internationaal                                                                       | Internationaal                                                                       | Overig                                                                               | Overig                                                                               | Overig                                                                               | Overig                                                                               | Seizoenstotaal                                                                       | Seizoenstotaal                                                                       | Seizoenstotaal                                                                       | Seizoenstotaal |
| Seizoen                          | Club                             |                                  | W                                                                                    | T                                                                                    | N                                                                                    |                                                                                      | W                                                                                    | T                                                                                    | N                                                                                    |                                                                                      | W                                                                                    | T                                                                                    | N                                                                                    |                                                                                      | W                                                                                    | T                                                                                    | N                                                                                    |                                                                                      | W                                                                                    | T                                                                                    | N              |
| -------------------------------- | -------------------------------- | -------------------------------- | ------------------------------------------------------------------------------------ | ------------------------------------------------------------------------------------ | ------------------------------------------------------------------------------------ | ------------------------------------------------------------------------------------ | ------------------------------------------------------------------------------------ | ------------------------------------------------------------------------------------ | ------------------------------------------------------------------------------------ | ------------------------------------------------------------------------------------ | ------------------------------------------------------------------------------------ | ------------------------------------------------------------------------------------ | ------------------------------------------------------------------------------------ | ------------------------------------------------------------------------------------ | ------------------------------------------------------------------------------------ | ------------------------------------------------------------------------------------ | ------------------------------------------------------------------------------------ | ------------------------------------------------------------------------------------ | ------------------------------------------------------------------------------------ | ------------------------------------------------------------------------------------ | -------------- |
| 002020/21                        | 01. FC Kaiserslautern            | 3. Liga                          | 4                                                                                    | 7                                                                                    | 0                                                                                    | –                                                                                    | –                                                                                    | –                                                                                    | –                                                                                    | –                                                                                    | –                                                                                    | –                                                                                    | –                                                                                    | Südwestpokal                                                                         | 2                                                                                    | 0                                                                                    | 2                                                                                    | 2020/21                                                                              | 6                                                                                    | 7                                                                                    | 2              |
| 002019/20                        | 01. FC Kaiserslautern            | 3. Liga                          | 34                                                                                   | 27                                                                                   | 16                                                                                   | DFB-Pokal                                                                            | 1                                                                                    | 1                                                                                    | 0                                                                                    | –                                                                                    | –                                                                                    | –                                                                                    | –                                                                                    | Playoffs                                                                             | 2                                                                                    | 0                                                                                    | 2                                                                                    | 2021/22                                                                              | 37                                                                                   | 28                                                                                   | 18             |
| 2022/2300                        | 0Hamburger SV                    | 2. Bundesliga                    | 1                                                                                    | 1                                                                                    | 0                                                                                    | –                                                                                    | –                                                                                    | –                                                                                    | –                                                                                    | –                                                                                    | –                                                                                    | –                                                                                    | –                                                                                    | –                                                                                    | –                                                                                    | –                                                                                    | –                                                                                    | 2022/23                                                                              | 1                                                                                    | 1                                                                                    | 0              |
| 2023/24                          | 0Hamburger SV                    | 2. Bundesliga                    | 14                                                                                   | 17                                                                                   | 4                                                                                    | DFB-Pokal                                                                            | 3                                                                                    | 7                                                                                    | 0                                                                                    | –                                                                                    | –                                                                                    | –                                                                                    | –                                                                                    | –                                                                                    | –                                                                                    | –                                                                                    | –                                                                                    | 2023/24                                                                              | 17                                                                                   | 24                                                                                   | 4              |
| 2024/25                          | 0Hamburger SV                    | 2. Bundesliga                    | 3                                                                                    | 4                                                                                    | 1                                                                                    | –                                                                                    | –                                                                                    | –                                                                                    | –                                                                                    | –                                                                                    | –                                                                                    | –                                                                                    | –                                                                                    | –                                                                                    | –                                                                                    | –                                                                                    | –                                                                                    | 2024/25                                                                              | 3                                                                                    | 4                                                                                    | 1              |
| 0Carrière totaal                 | 0Carrière totaal                 | 0Carrière totaal                 | 47                                                                                   | 56                                                                                   | 23                                                                                   |                                                                                      | 4                                                                                    | 8                                                                                    | 0                                                                                    |                                                                                      | 0                                                                                    | 0                                                                                    | 0                                                                                    |                                                                                      | 4                                                                                    | 0                                                                                    | 4                                                                                    |                                                                                      | 64                                                                                   | 64                                                                                   | 27             |
| 0Bijgewerkt tot 14 december 2024 | 0Bijgewerkt tot 14 december 2024 | 0Bijgewerkt tot 14 december 2024 | 0W: gespeelde wedstrijden00T: tegendoelpunten00N: aantal wedstrijden de nul gehouden | 0W: gespeelde wedstrijden00T: tegendoelpunten00N: aantal wedstrijden de nul gehouden | 0W: gespeelde wedstrijden00T: tegendoelpunten00N: aantal wedstrijden de nul gehouden | 0W: gespeelde wedstrijden00T: tegendoelpunten00N: aantal wedstrijden de nul gehouden | 0W: gespeelde wedstrijden00T: tegendoelpunten00N: aantal wedstrijden de nul gehouden | 0W: gespeelde wedstrijden00T: tegendoelpunten00N: aantal wedstrijden de nul gehouden | 0W: gespeelde wedstrijden00T: tegendoelpunten00N: aantal wedstrijden de nul gehouden | 0W: gespeelde wedstrijden00T: tegendoelpunten00N: aantal wedstrijden de nul gehouden | 0W: gespeelde wedstrijden00T: tegendoelpunten00N: aantal wedstrijden de nul gehouden | 0W: gespeelde wedstrijden00T: tegendoelpunten00N: aantal wedstrijden de nul gehouden | 0W: gespeelde wedstrijden00T: tegendoelpunten00N: aantal wedstrijden de nul gehouden | 0W: gespeelde wedstrijden00T: tegendoelpunten00N: aantal wedstrijden de nul gehouden | 0W: gespeelde wedstrijden00T: tegendoelpunten00N: aantal wedstrijden de nul gehouden | 0W: gespeelde wedstrijden00T: tegendoelpunten00N: aantal wedstrijden de nul gehouden | 0W: gespeelde wedstrijden00T: tegendoelpunten00N: aantal wedstrijden de nul gehouden | 0W: gespeelde wedstrijden00T: tegendoelpunten00N: aantal wedstrijden de nul gehouden | 0W: gespeelde wedstrijden00T: tegendoelpunten00N: aantal wedstrijden de nul gehouden | 0W: gespeelde wedstrijden00T: tegendoelpunten00N: aantal wedstrijden de nul gehouden |                |